# IAM Cycling/2015
Deze pagina geeft een overzicht van de IAM Cycling-wielerploeg in 2015.

## Algemene gegevens
Algemeen manager: Michel Thetaz
Ploegleiders: Serge Beucherie, Rik Verbrugghe, Rubens Bertogliati, Kjell Carlström, Eddy Seigneur, Mario Chiesa
Fietsmerk: Scott
Kopmannen: Sylvain Chavanel & Mathias Frank

## Transfers
| Inkomend            | Team 2014                | Uitgaand          | Team 2015               |
| ------------------- | ------------------------ | ----------------- | ----------------------- |
| Larry Warbasse      | BMC Racing Team          | Kristof Goddaert  | Overleden               |
| Jonas Van Genechten | Lotto-Belisol            | Sébastien Hinault | Gestopt                 |
| Dries Devenyns      | Giant-Shimano            | Kevyn Ista        | Wallonie-Bruxelles      |
| Stef Clement        | Belkin Pro Cycling Team  | Dominic Klemme    | Gestopt                 |
| David Tanner        | Belkin Pro Cycling Team  | Gustav Larsson    | Cult Energy Pro Cycling |
| Jarlinson Pantano   | Colombia                 | Thomas Lövkvist   | Gestopt                 |
| Jérôme Coppel       | Cofidis                  | Johann Tschopp    | Gestopt, Mountainbike   |
| Thomas Degand       | Wanty-Groupe Gobert      |                   |                         |
| Clément Chevrier    | Bissell Development Team |                   |                         |
| Simon Pellaud       | Team Roth-Felt, Stage    |                   |                         |

## Renners
| Naam                  | Geboortedatum | Nationaliteit    | Ploeg 2014               |
| --------------------- | ------------- | ---------------- | ------------------------ |
| Marcel Aregger        | 26-08-1990    | Zwitserland      |                          |
| Matthias Brändle      | 07-12-1989    | Oostenrijk       |                          |
| Sylvain Chavanel      | 30-06-1979    | Frankrijk        |                          |
| Clément Chevrier      | 29-06-1992    | Frankrijk        | Bissell Development Team |
| Stef Clement          | 24-09-1982    | Nederland        | Belkin Pro Cycling Team  |
| Jérôme Coppel         | 06-08-1986    | Frankrijk        | Cofidis                  |
| Thomas Degand         | 13-05-1986    | België           | Wanty-Groupe Gobert      |
| Stefan Denifl         | 20-09-1987    | Oostenrijk       |                          |
| Dries Devenyns        | 22-07-1983    | België           | Giant-Shimano            |
| Martin Elmiger        | 23-09-1978    | Zwitserland      |                          |
| Sondre Holst Enger    | 17-12-1993    | Noorwegen        |                          |
| Mathias Frank         | 09-12-1986    | Zwitserland      |                          |
| Jonathan Fumeaux      | 07-03-1988    | Zwitserland      |                          |
| Heinrich Haussler     | 25-02-1984    | Australië        |                          |
| Reto Hollenstein      | 22-08-1985    | Zwitserland      |                          |
| Roger Kluge           | 05-02-1986    | Duitsland        |                          |
| Pirmin Lang           | 25-11-1984    | Zwitserland      |                          |
| Jarlinson Pantano     | 19-11-1988    | Colombia         | Colombia                 |
| Simon Pellaud         | 06-11-1992    | Zwitserland      | Stage                    |
| Matteo Pelucchi       | 21-01-1989    | Italië           |                          |
| Jérôme Pineau         | 02-01-1980    | Frankrijk        |                          |
| Sébastien Reichenbach | 28-05-1989    | Zwitserland      |                          |
| Vicente Reynés        | 30-07-1981    | Spanje           |                          |
| Aleksejs Saramotins   | 08-04-1982    | Letland          |                          |
| Patrick Schelling     | 01-05-1990    | Zwitserland      |                          |
| David Tanner          | 30-09-1984    | Australië        | Belkin Pro Cycling Team  |
| Jonas Van Genechten   | 16-09-1986    | België           | Lotto-Belisol            |
| Larry Warbasse        | 28-06-1990    | Verenigde Staten | BMC Racing Team          |
| Marcel Wyss           | 25-06-1986    | Zwitserland      |                          |

## Overwinningen
Nationale kampioenschappen wielrennen
Australië - wegrit: Heinrich Haussler
Frankrijk - tijdrit: Jérôme Coppel
Letland - wegrit: Aleksejs Saramotins
Trofeo Santanyí-Ses Salines-Campos
Winnaar: Matteo Pelucchi
Trofeo Playa de Palma-Palma
Winnaar: Matteo Pelucchi
Ronde van Oman
6e etappe: Matthias Brändle
Ronde van België
Proloog: Matthias Brändle
Ster Elektrotoer
Proloog: Roger Kluge
Ronde van Oostenrijk
1e etappe: Sondre Holst Enger
2e etappe: David Tanner
Ronde van Wallonië
4e etappe: Jonas Vangenechten
Ronde van Polen
2e etappe: Matteo Pelucchi
3e etappe: Matteo Pelucchi
Circuit Franco-Belge
2e etappe: Jonas Vangenechten
2013 · 2014 · 2015 · 2016
AG2R-La Mondiale · Astana Pro Team · BMC Racing Team · Team Cannondale-Garmin · Etixx-Quick Step · FDJ · Team Giant-Alpecin · IAM Cycling · Katjoesja · Lampre-Merida · Team LottoNL-Jumbo · Lotto Soudal · Movistar Team · Orica GreenEDGE · Team Sky · Tinkoff-Saxo · Trek Factory Racing